# Kivijärvi (Finlande centrale)
Pour les articles homonymes, voir Kivijärvi (homonymie).
Kivijärvi (le lac de la pierre) est une municipalité du centre-ouest de la Finlande, dans la région de Finlande-Centrale.

## Géographie
Kivijärvi se situe en bordure est de la moraine de Suomenselkä, dans une région très sauvage et à l'écart de tous les grands axes routiers du pays. On peut y voir les derniers rennes sauvages de Finlande, en particulier dans le Parc national de Salamajärvi. Le grand lac Kivijärvi coupe la commune en deux.
La commune est bordée par les municipalités et régions suivantes :
- Ostrobotnie-Centrale - municipalité de Perho (à l'ouest)
- Finlande-Centrale : Karstula au sud-ouest, Kyyjärvi à l'ouest, Kannonkoski au sud, Viitasaari à l'est et Kinnula au nord.

## Démographie
Depuis 1980, la démographie de Kivijärvi a évolué comme suit :
| Année      | 1980  | 1985  | 1990  | 1995  | 2000  | 2005  |
| ---------- | ----- | ----- | ----- | ----- | ----- | ----- |
| population | 2 060 | 2 022 | 2 002 | 1 810 | 1 610 | 1 424 |

| Année      | 2010  |
| ---------- | ----- |
| population | 1 364 |